# Mr. Methane
Paul Oldfield, (Cheshire, 1966), mais conhecido pelo nome artístico Mr. Methane (Sr. Metano em português) é um flatulista profissional britânico que começou a se apresentar em 1991. Ele deixou de se apresentar em 2006 mas retornou no ano seguinte. Também declara ser o único flatulista profissional no mundo.

## História
De acordo com When Will I Be Famous? (2003), um livro da BBC sobre shows de variedades, Oldfield descobriu sua habilidade aos 15 anos durante a prática de yoga. Depois mostrou suas habilidades para os amigos, tornando-se tão popular que passou a repetir a demonstração com frequência. Nessa época ele não se tornou profissional; ao contrário, trabalhava para a empresa inglesa de ferrovias, a British Rail, nela sendo promovido ao cargo de condutor.
No final da década de 1980 ele foi transferido para Derbyshire. Ali ele encontrou um condutor chamado Paul Genders, que tocava numa banda de covers de soul/blues chamada The Screaming Beavers. Paul convidou Mr. Methane a se apresentar como artista convidado. A plateia adorou sua performance, e só então ele decidiu seguir carreira com sua habilidade. Ele se apresentou na edição de 2009 do programa Britain's Got Talent mas não obteve sucesso. Naquele mesmo ano, Mr. Methane também esteve no programa Das Supertalent, da Alemanha, mas foi eliminado nas semifinais.

## DVDs
- Methane, Mr (2000), Mr Methane Lets Rip! ASIN B00004D03A

## Artigo relacionado
- Le Pétomane